# Enllaç C-Zn
Els compostos d'organozinc (o compostos orgànics del zinc) són compostos químics que contenen un enllaç químic entre carboni (C) i zinc (Zn) (enllaç C-Zn).
La química de l'orgazinc és la ciència corresponent que explora les propietats, l'estructura i la reactivitat d'aquests compostos.
Els compostos organozinc es van trobar entre els primers compostos organometàl·lics fabricats. Són menys reactius que molts altres reactius organometàl·lics anàlegs, com ara els reactius de Grignard i organoliti.
El 1848, Edward Frankland va preparar el primer compost organozinc, el dietilzinc, escalfant iodur d'etil en presència de zinc metàl·lic. Aquesta reacció va produir un líquid incolor volàtil que es va cremar espontàniament en contacte amb l'aire. A causa de la seva naturalesa pirofòrica, els compostos organozinc es preparen generalment mitjançant tècniques sense aire.
Són inestables cap als dissolvents pròtics. Per a molts propòsits es preparen in situ, no aïllades, però moltes s'han aïllat com a substàncies pures i s'han caracteritzat a fons.
Els organozincs es poden classificar segons el nombre de substituents de carboni que estan units al metall:
1. Diorganozinc (R2Zn): una classe de compostos organozinc en què dos lligands alquil. Aquests es poden dividir en subclasses en funció dels altres lligands units
2. Heterolèptic (RZnX): Compostos als quals un lligand electronegatiu o monoaniònic (X), com un halur, està unit al centre de zinc amb un altre substituent alquil o aril (R).
3. Compostos organozincs iònics: aquesta classe es divideix en organozincats (RnZn−) i cations organozincs (RZnLn+).

## Enllaç
En els seus complexos de coordinació, el zinc(II) adopta diverses geometries de coordinació, comunament octaèdriques, tetraèdriques i diverses geometries de pentacoordenades. Aquesta flexibilitat estructural es pot atribuir a la configuració electrònica del zinc [Ar]3d104s2. L'orbital 3d està ple i, per tant, els efectes de camp de lligands són inexistents. Per tant, la geometria de coordinació està determinada en gran manera per interaccions electroestàtiques i estèriques. Els compostos d'organozinc solen ser de dues o tres coordenades, cosa que reflecteix la propietat fortament donadora dels lligands carbaniònics.
Els complexos típics de diorganozinc tenen la fórmula R2Zn. Els compostos de dialquilzinc són monomèrics amb una coordinació lineal a l'àtom de zinc. Existeix un enllaç covalent polar entre el carboni i el zinc, polaritzat cap al carboni a causa de les diferències en els valors d'electronegativitat (carboni: 2,5 i zinc: 1,65). El moment dipolar dels reactius simètrics de diorganozinc es pot veure com a zero en aquests complexos lineals, la qual cosa explica la seva solubilitat en dissolvents no polars com el ciclohexà. A diferència d'altres alquils metàl·lics binaris, les espècies de diorganozinc mostren una baixa afinitat per la complexació amb dissolvent eteri. L'enllaç a R2Zn es descriu com l'ús d'orbitals hibridats amb sp sobre Zn.

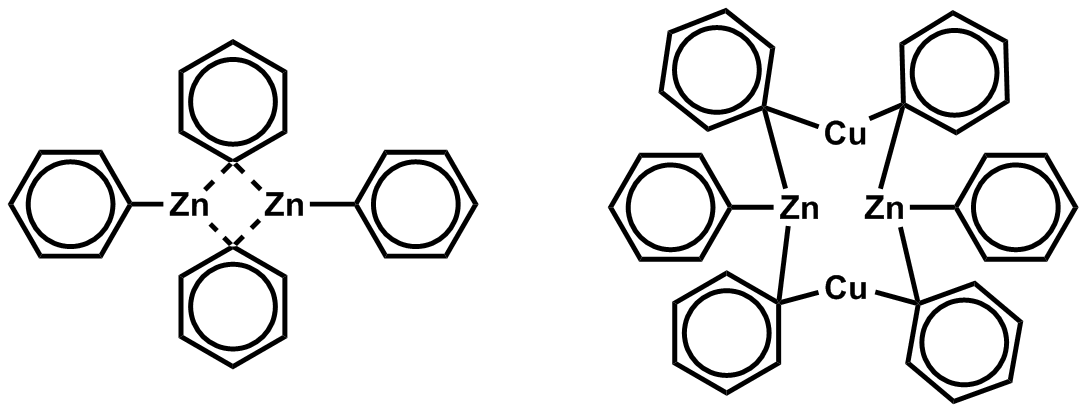
Reactius de diorganozinc saturats amb grups arílics pont

Aquestes estructures fan que el zinc tingui dos orbitals d d'enllaç i tres orbitals d no enllaçats de baix nivell (vegeu orbital no enllaçant), que estan disponibles per a la unió. Quan el zinc no té lligands donadors d'electrons, és incapaç d'obtenir la saturació de coordinació, que és conseqüència del gran radi atòmic i de la baixa deficiència d'electrons del zinc. Per tant, és rar que es produeixi un pont de grups alquil o aril a causa de la dèbil deficiència d'electrons de l'àtom de zinc. Tot i que, es produeix en alguns casos, com ara Ph2Zn (que es mostra a continuació) i quins halògens són els organozinc que poden formar grups metàl·lics. Quan s'afegeix un lligand halogen a l'àtom de zinc, el caràcter acceptor i donant del zinc es millora, permetent l'agregació.

## Síntesi
Existeixen diversos mètodes per a la generació de compostos d'organozinc. Els compostos de diorganozinc disponibles comercialment són el dimetilzinc, el dietilzinc i el difenilzinc. Aquests reactius són cars i difícils d'usar. En un estudi, el compost organozinc actiu s'obté a partir de precursors d'organobrom molt més barats:

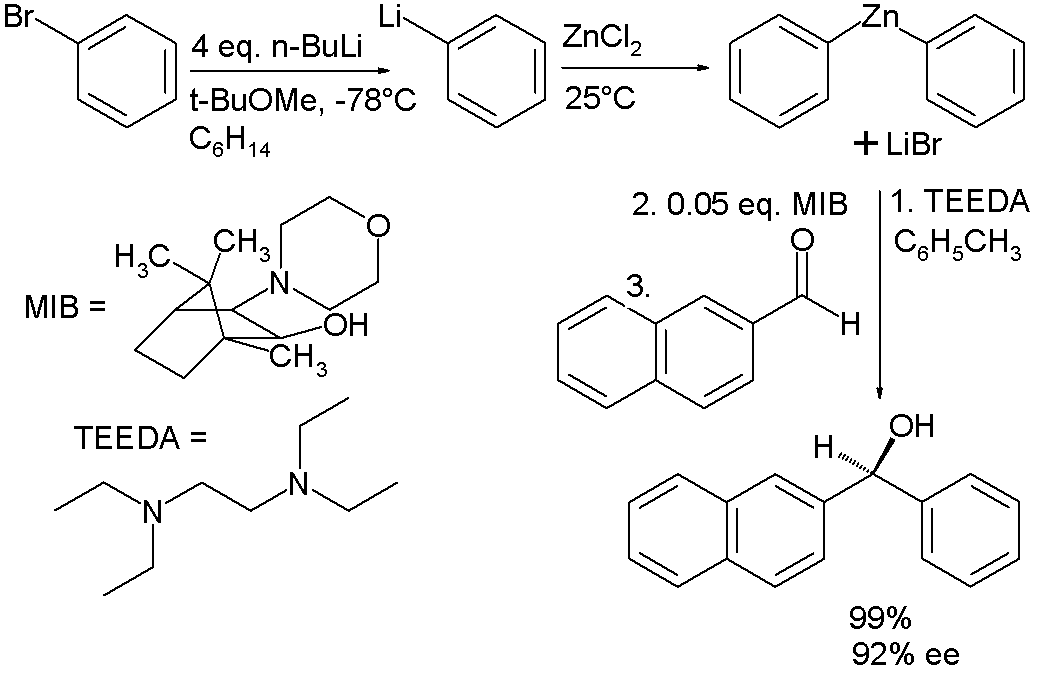
Addició de difenilzinc a un aldehid (equació 2.1)

### A partir del zinc metàl·lic
La síntesi original de Frankland del dietilzinc implica la reacció del iodur d'etil amb el zinc metàl·lic. El zinc s'ha d'activar per facilitar aquesta reacció redox. Una d'aquestes formes activades de zinc utilitzades per Frankland és la parella zinc-coure.
2 EtI + 2 Zn0 → Et
2Zn + ZnI
2 (Equació 2.2)
El zinc de Riecke, produït per reducció in situ de ZnCl2 amb potassi, és una altra forma activada de zinc. Aquesta forma ha demostrat ser útil per a reaccions com l'acoblament de Negishi i l'acoblament de Fukuyama. Es facilita la formació de reactius d'organozinc per als halogenurs d'alquil o aríl que porten substituents extrets d'electrons, per exemple, nitrils i èsters.
{\displaystyle {\ce {{ZnCl2}+2K->[{\ce {THF}}][{\ce {-2KCl}}]}}\overbrace {\ce {Zn^{0}}} ^{\ce {zinc\ de\ Rieke}}+{\ce {R-X->[{\ce {THF}}][20-60^{\circ }{\ce {C}}]R-Zn-I}}\qquad {\begin{cases}\mathbf {R} :&{\text{Al·lil, aril, alquil, bencil}}\\\mathbf {X} :&{\text{Bromur, Iodur}}\end{cases}}} (equació 2.3)

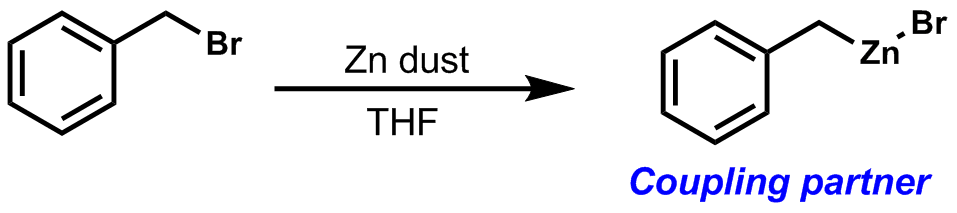
Ús de l'addició oxidativa per obtenir precursors d'acoblament de Negishi (Equació 2.4)

### Intercanvi de grups funcionals
Les dues reaccions d'interconversió de grups funcionals de zinc més habituals són amb halogenurs i bor, que és catalitzat per iodur de coure (CuI) o base. L'intermedi de bor es sintetitza mitjançant una reacció inicial d'hidroboració seguida d'un tractament amb dietilzinc. Aquesta síntesi mostra la utilitat dels reactius d'organozinc mostrant una alta selectivitat pel lloc més reactiu de la molècula, així com creant parelles d'acoblament útils.

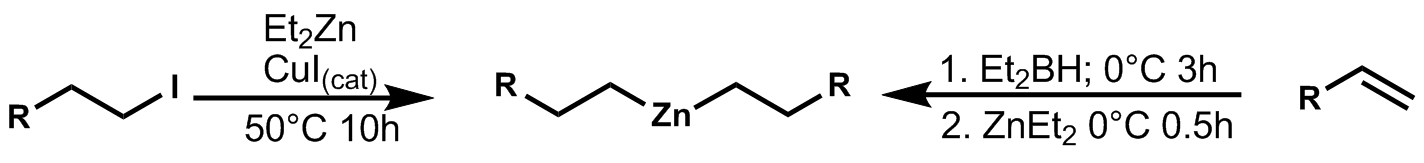
Intercanvi de grups funcionals d'organozinc amb metalls o reactius de bor (Equació 2.5)

Aquesta reacció de transferència de grup es pot utilitzar en l'alil·lació o en altres reaccions d'acoblament (com l'acoblament de Negishi).

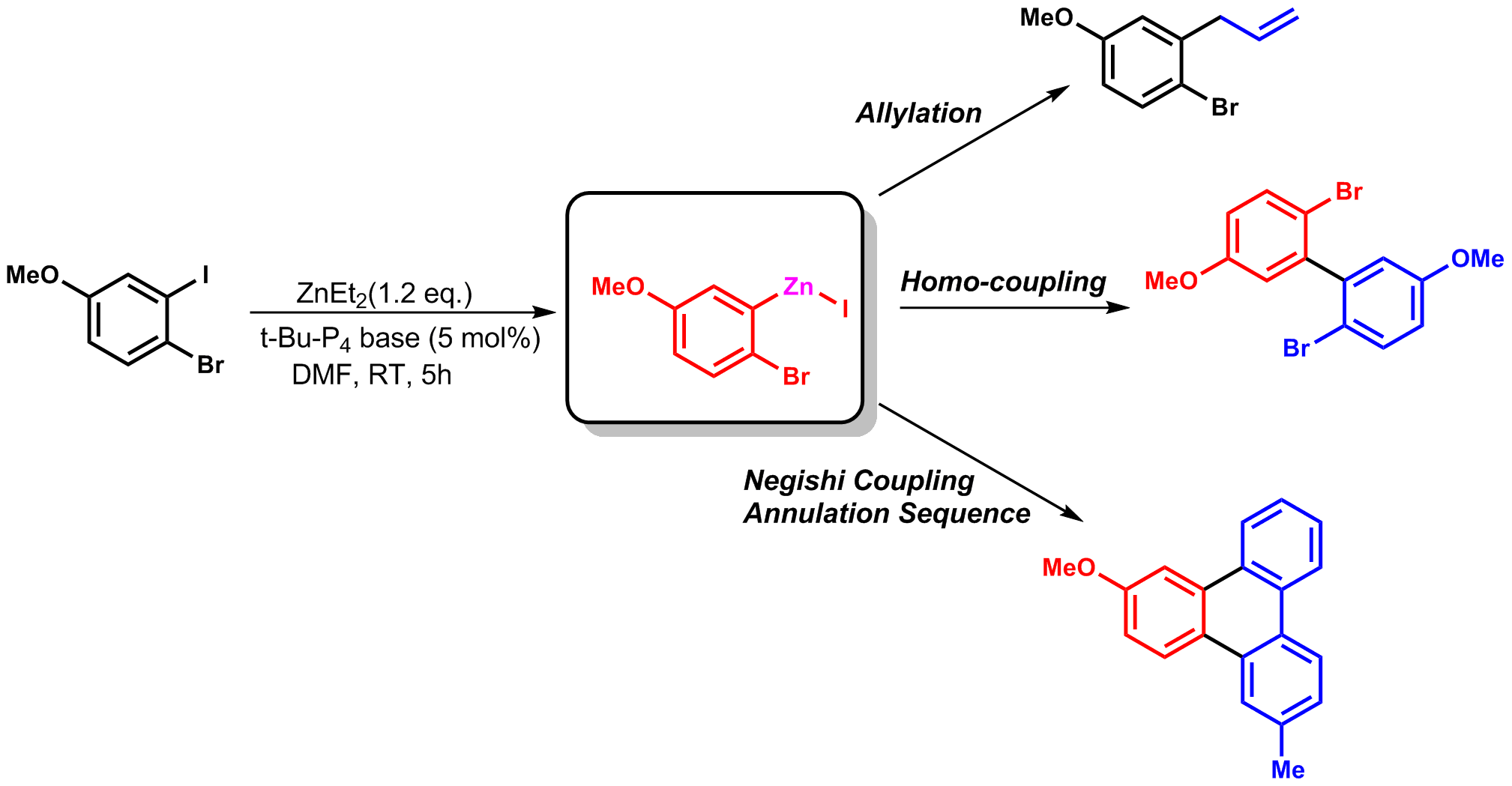
Hiroshi Naka i els seus companys van utilitzar aquesta reacció de transferència grupal per arribar a l'intermedi clau (Equació 2.6)

### Compostos deβ-silil diorganozinc
Un dels principals inconvenients de les alquilacions de diorganozinc és que només es transfereix un dels dos substituents alquils. Aquest problema es pot resoldre utilitzant Me3SiCH2- (TMSM), que és un grup intransferible.
{\displaystyle {\begin{array}{l}{}\\{\ce {{R2Zn}+(TMSM)2Zn}}\ {\overset {\ce {THF}}{\ce {<=>>}}}\ {\ce {2R(TMSM)Zn}}\\{}\\{\ce {{RZnI}+(TMSM)Li->[{\ce {THF}}][-80^{\circ }\!{\ce {C}}]{R(TMSM)Zn}+LiI}}\\{}\end{array}}} (Equació 2.7)

### Transmetal·lació
La transmetal·lació és similar a les interconversions que es mostren a dalt que el zinc pot intercanviar amb altres metalls com el mercuri, el liti, el coure, etc. Un exemple d'aquesta reacció és la reacció del difenilmercuri amb el zinc metàl·lic per formar difenilzinc i mercuri metàl·lic:
HgPh2  +  Zn   →   ZnPh2  +  Hg (Equació 2.8)
El benefici de la transmetal·lació al zinc és sovint més tolerant amb altres grups funcionals de la molècula a causa de la baixa reactivitat que augmenta la selectivitat.
- En la síntesi de Maoecrystal V, una metal·lació orto-dirigida dóna l'espècie inicial d'aril·liti, que es transmetal·litza al compost d'arilzinc desitjat. El compost arilzinc és significativament menys reactiu que l'espècie aril·liti i, per tant, tolera millor la funcionalitat en l'acoblament posterior amb clorooxaloacetat de metil. Els èsters són significativament estables davant els reactius organozinc.[15]

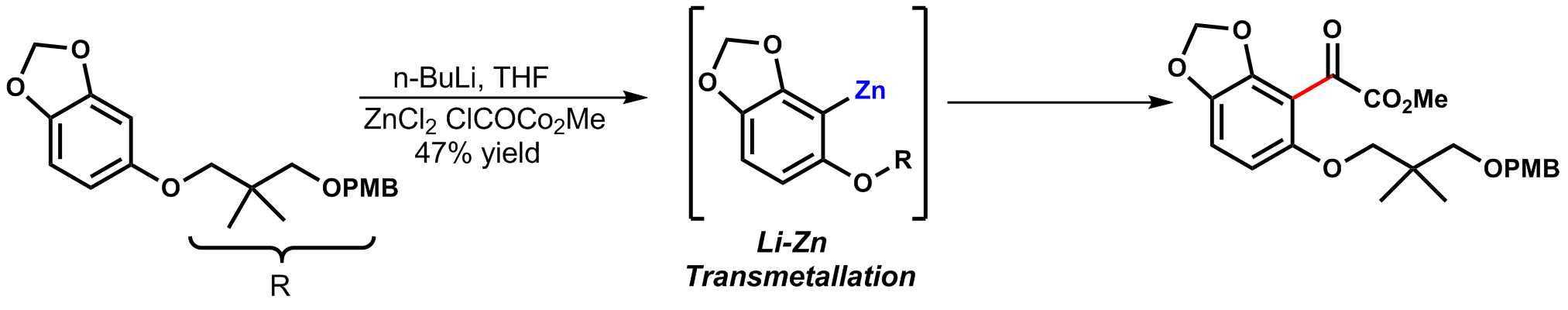
La síntesi de Zakarian de Maoecrystal V va utilitzar una transmetal·lació de zinc en fase inicial per tolerar la funcionalitat (Equació 2.9)

- L'organozinc es pot obtenir directament del zinc metàl·lic:

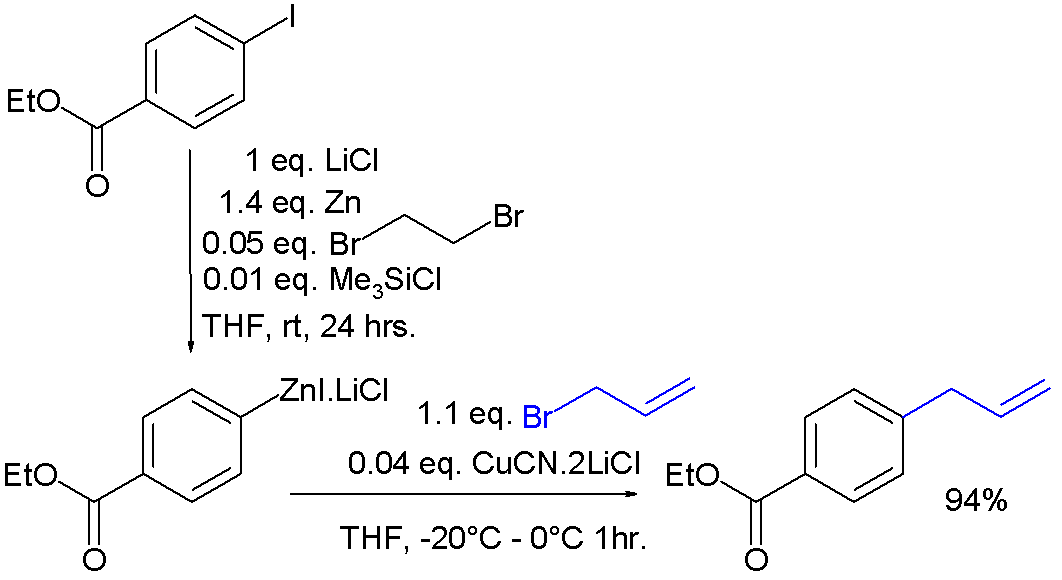
Síntesi d'organozinc per inserció directa (Equació 2.10)

En aquest mètode, el zinc s'activa amb 1,2-dibromoetà i clorur de trimetilsilil. Un ingredient clau és el clorur de liti que forma ràpidament un adducte soluble amb el compost organozinc, eliminant-lo de la superfície metàl·lica.

## Reaccions
En moltes de les seves reaccions els organozincs apareixen com a intermedis.

### Reacció de Franland-Duppa
A la reacció de Frankland-Duppa (1863) un èster d'oxalat (ROCOCOOR) reacciona amb un halogenur d'alquil R'X, zinc i àcid clorhídric als èsters α-hidroxicarboxílics RR'COHCOOR.

### Reacció de Reformatsky
Aquesta reacció orgànica es pot utilitzar per convertir α-haloèster i cetona o aldehid en un β-hidroxièster. Es necessita àcid per protonar l'alcòxid resultant durant el treball. El pas inicial és una addició oxidativa de zinc metàl·lic a l'enllaç carboni-halogen, formant així un enolat carboni-zinc. Aquest enolat de C-Zn es pot reordenar a l'enolat d'oxigen-zinc mitjançant la coordinació. Un cop format, l'altre material de partida que conté carbonil es coordinarà de la manera que es mostra a continuació i donarà el producte després de la protonació. Els beneficis de la reacció de Reformatsky respecte als protocols de reaccions aldòliques convencionals són els següents:
1. Permet substrats de cetona excessivament derivatitzats
2. L'intermedi èster enolat es pot formar en presència de fragments enolitzables
3. Molt adequat per a reaccions intramoleculars

A continuació es mostra l'estat de transició de sis membres del model Zimmerman-Traxler (Control de quelació, vegeu reacció aldòlica), en què R3 és més petit que R4.

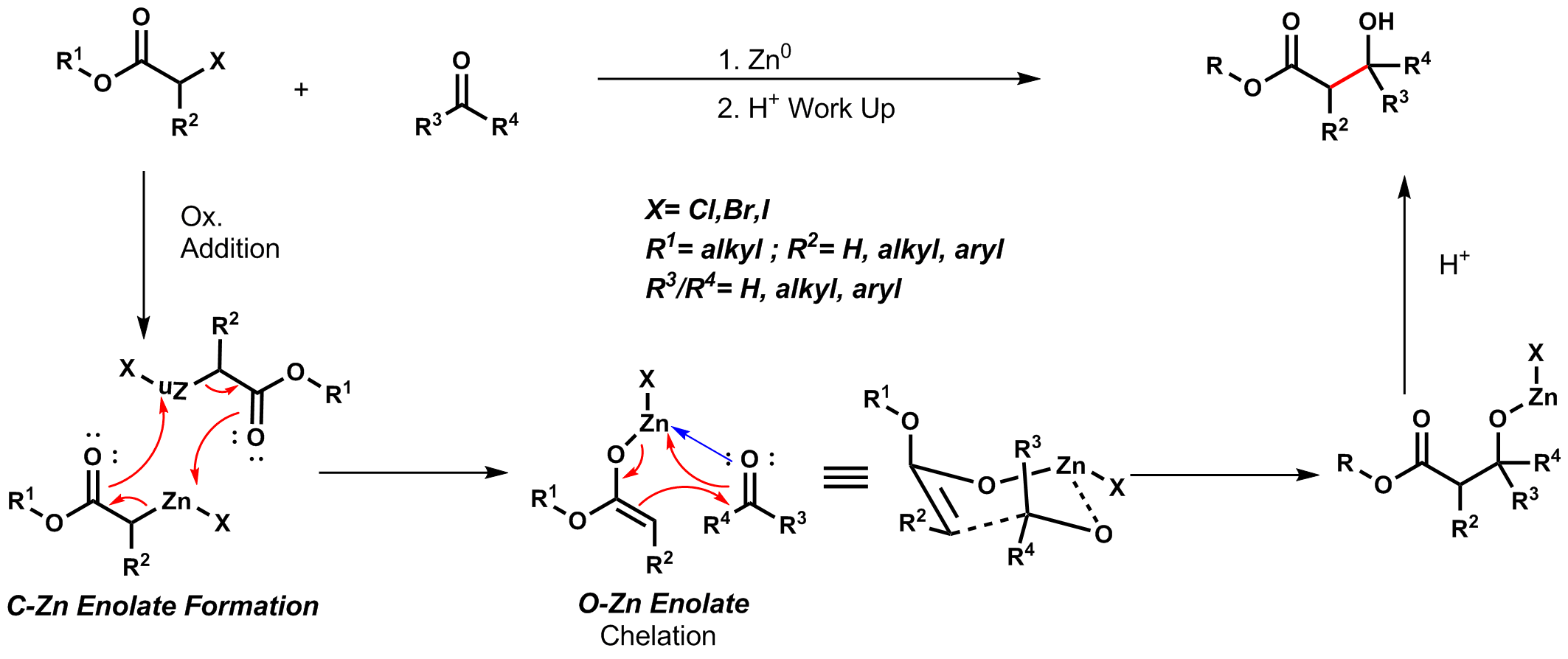
Esquema mecanicista bàsic de la reacció de Reformatsky (Equació 3.1)

La reacció de Reformatsky s'ha emprat en nombroses síntesis totals com la síntesi de C(16),C(18)-bis-epi-citocalasina D:

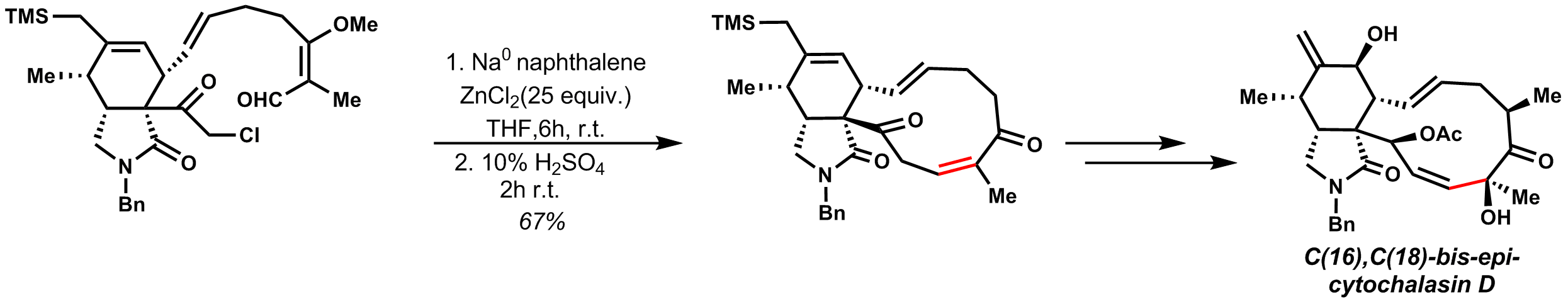
La síntesi total de E. Vedejs de C(16),C(18)-bis-epi-citocalasina D utilitza una reacció de Reformatsky en fase tardana per accedir al producte natural (Equació 3.2)

La reacció de Reformatsky succeeix fins i tot amb homoenolats de zinc. Una modificació de la reacció de Reformatsky és la reacció de Blaise.

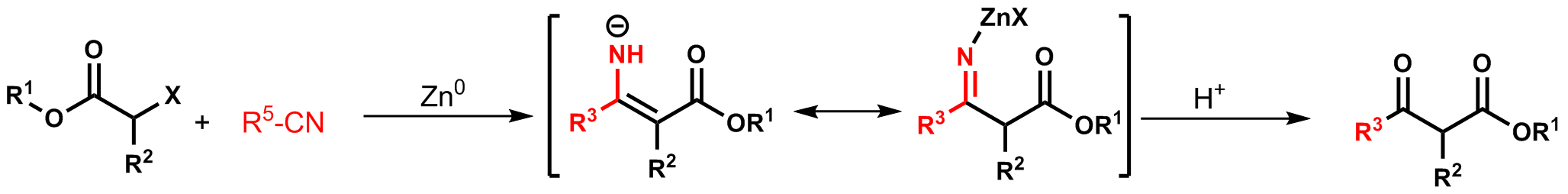
Esquema per a la reacció de Blaise d'organozinc, que utilitza un haloèster alfa i un grup ciano funcionalitzat (Equació 3.3)

### Reacció de Simmons-Smith
El reactiu de Simmons-Smith s'utilitza per preparar ciclopropans a partir d'olefina utilitzant iodur de metilè com a font de metilè. La reacció s'efectua amb zinc. El zinc-intermedi clau format és un iodur de zinc carbenoide (iodometil) que reacciona amb alquens per produir el producte ciclopropanat. La velocitat de formació de les espècies actives de zinc augmenta mitjançant ultrasons, ja que la reacció inicial es produeix a la superfície del metall.
{\displaystyle 2\,{\color {Red}{\ce {CH2I2}}}+2\,{\color {Blue}{\ce {Zn}}}\ {\ce {-> 2}}\,{\color {Red}{\ce {ICH2}}}{\color {Blue}{\ce {ZnI}}}\ {\ce {<=>}}\ {\color {Red}{\ce {(ICH2)2}}}{\color {Blue}{\ce {Zn}}}+{\color {Blue}{\ce {Zn}}}{\color {Red}{\ce {I2}}}} (Equació 3.4)

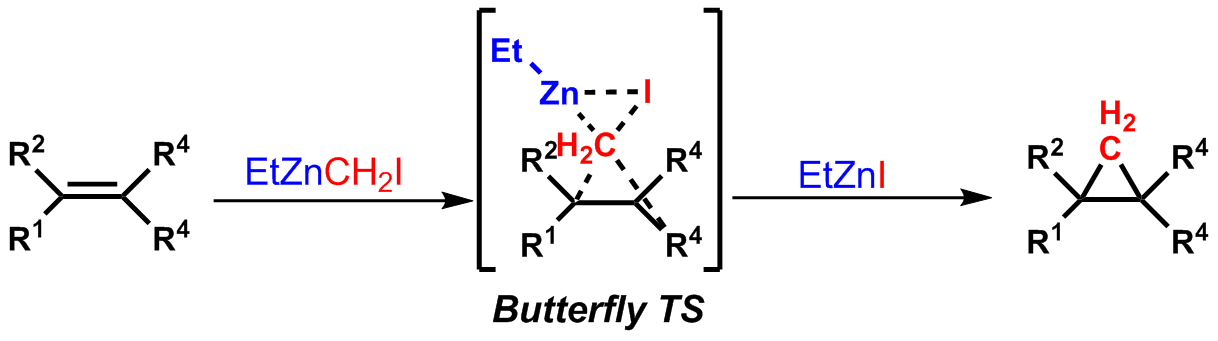
La «papallona» TS per a la reacció de Barbier (Equació 3.5)

Tot i que el mecanisme no s'ha elaborat completament, es planteja la hipòtesi que l'intermedi organozinc és un metall-carbenoide. Es creu que l'intermedi és un «tipus papallona» de tres centres. Aquest intermedi pot ser dirigit per substituents, com ara alcohols, per lliurar el ciclopropà al mateix costat de la molècula. La parella zinc-coure s'utilitza habitualment per activar el zinc.

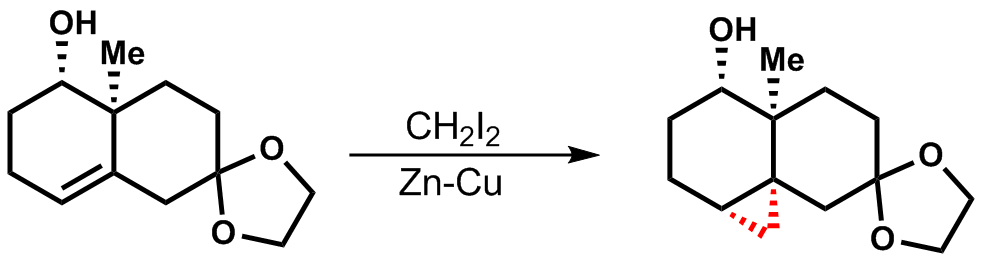
Els grups de direcció ajuden a la selectivitat de la reacció de Simmons-Smith (Equació 3.6)

### Metilenació titani-zinc
Els compostos d'organozinc derivats del bromur de metil o diiodometà es poden afegir electròfilament als grups carbonil per formar alquens terminals.
La reacció està relacionada mecànicament amb la reacció de Tebbe i pot ser catalitzada per diversos àcids de Lewis (per exemple, TiCl4 o Al2Me6).
La reacció s'utilitza per introduir deuteri en molècules per al marcatge isotòpic o com a alternativa a la reacció de Wittig.

### Acoblament de Negishi
Aquest potent enllaç carboni-carboni que formen reaccions d'acoblament creuat combina un halogenur orgànic i un reactiu d'halogenur d'organozinc en presència d'un catalitzador de níquel o pal·ladi. El reactiu d'halogenur orgànic pot ser alquenil, aril, alil o propargil. També s'ha informat de l'acoblament d'alquilzinc amb halogenurs d'alquil com bromurs i clorurs amb catalitzadors actius com els precatalitzadors de Pd-PEPPSI, que resisteixen fortament l'eliminació del beta-hidrur (un fet comú amb els substituents d'alquil).
Es poden utilitzar espècies diorgàniques o halogenurs d'organozinc com a parelles d'acoblament durant l'etapa de transmetal·lació en aquesta reacció. Malgrat la baixa reactivitat dels reactius organozinc sobre els electròfils orgànics, aquests reactius es troben entre els nucleòfils metàl·lics més potents cap al pal·ladi.
Les espècies d'alquilzinc requereixen la presència d'almenys una quantitat estequiomètrica d'ions halogenur en solució per formar una espècie de «zincat» de la forma RZnX32−, abans que pugui passar per transmetal·lització al centre de pal·ladi.
Aquest comportament contrasta molt amb el cas de les espècies d'aril zinc. Un pas clau en el cicle catalític és una transmetal·lació en la qual un halogenur de zinc intercanvia el seu substituent orgànic per un altre halogen amb el centre metàl·lic.
Un exemple elegant d'acoblament de Negishi és la síntesi de Furstner d'amfidinolida T1:

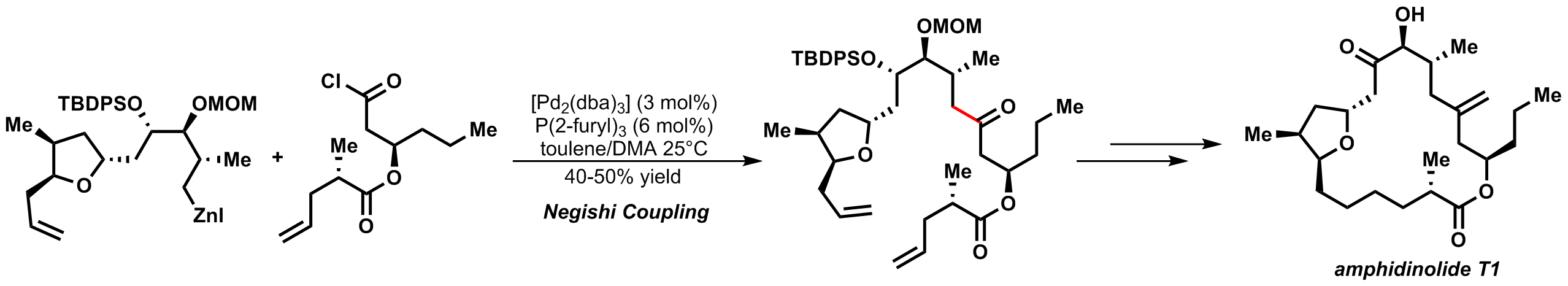
Reacció d'acoblament creuat de Negishi en la síntesi total d'amfidinolida T1 (Equació 3.7)

### Acoblament de Fukuyama
L'acoblament de Fukuyama és una reacció catalitzada per pal·ladi que implica l'acoblament d'un compost de tioèster insaturat arílic, alquil, al·lílic o α,β. Aquest compost de tioèster es pot acoblar a una àmplia gamma de reactius organozinc per revelar el producte cetònic corresponent. Aquest protocol és útil per la seva sensibilitat a grups funcionals com ara cetona, acetat, halogenurs aromàtics i fins i tot aldehids. La quimioselectivitat observada indica que la formació de cetona és més fàcil que l'addició oxidativa de pal·ladi a aquests altres fragments.

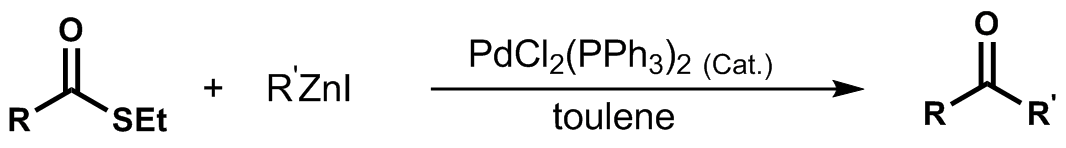
Esquema bàsic per a l'acoblament de Fukuyama de tioèsters (Equació 3.8)

Un altre exemple d'aquest mètode d'acoblament és la síntesi de (+)-biotina. En aquest cas, l'acoblament de Fukuyama té lloc amb la tiolactona:

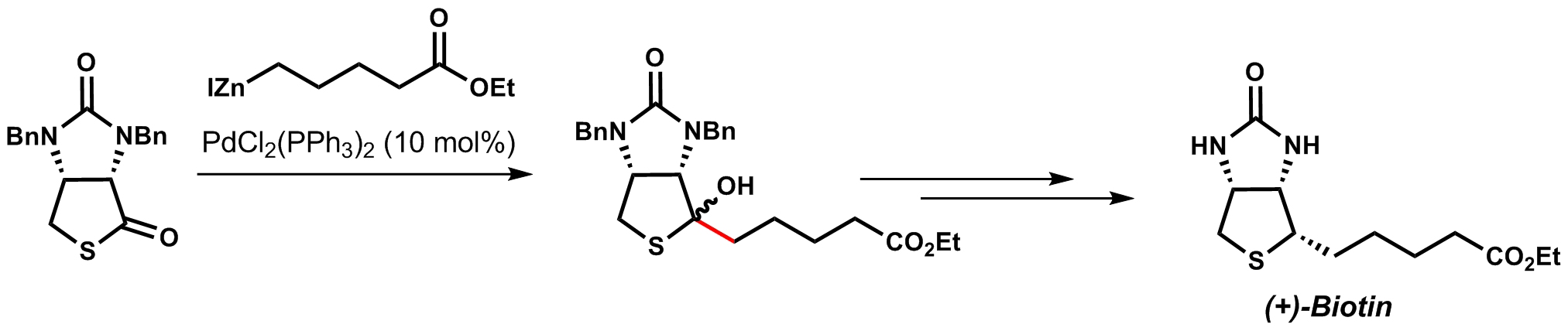
Síntesi total de (+)-biotina mitjançant l'acoblament de Fukuyama (Equació 3.9)

### Reacció de Barbier
La reacció de Barbier implica l'addició nucleòfila d'un carbanió equivalent a un carbonil. La conversió és similar a la reacció de Grignard. El reactiu organozinc es genera mitjançant una addició oxidativa a l'halogenur d'alquil. La reacció produeix un alcohol primari, secundari o terciari mitjançant una addició 1,2. La reacció de Barbier és avantatjosa perquè és un procés d'una sola olla: el reactiu organozinc es genera en presència del substrat carbonílic. Els reactius d'organozinc també són menys sensibles a l'aigua, de manera que aquesta reacció es pot dur a terme en aigua. De manera similar a la reacció de Grignard, s'aplica un equilibri de Schlenk, en el qual es pot formar el dialquilzinc més reactiu.

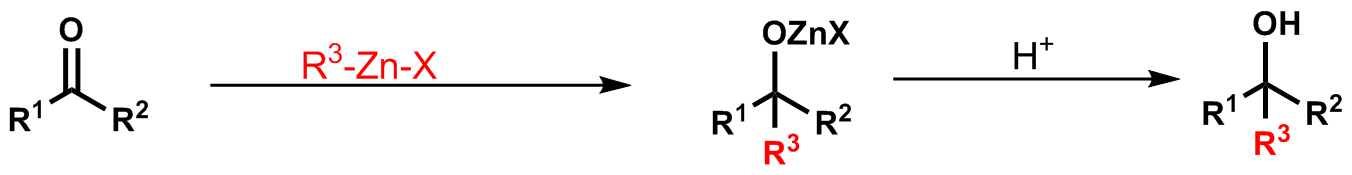
Esquema bàsic de la reacció de Barbier (Equació 3.10)

El mecanisme s'assembla a la reacció de Grignard, en la qual l'alcòxid metàl·lic es pot generar per una via radical pas a pas, mitjançant transferència d'un sol electró o via de reacció concertada mitjançant un estat de transició cíclica. Un exemple d'aquesta reacció és la síntesi de ciclopropadicicol de Samuel Danishefsky. Mitjançant l'ús de les condicions de reacció d'addició d'organozinc es tolera l'altra funcionalitat de la dienona i l'alquí:

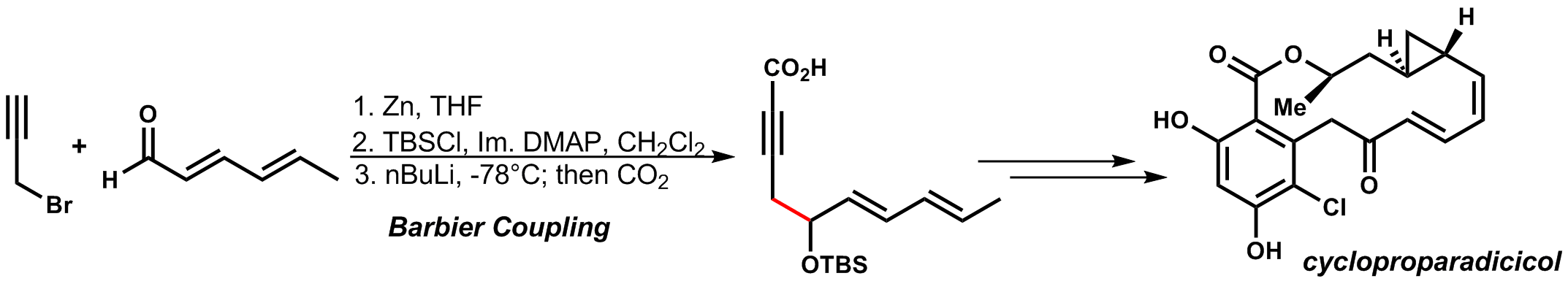
La síntesi total de ciclopropadiciciol de Samuel Danashefskey utilitza una reacció de Barbier en fase inicial per accedir a la clau intermèdia (Equació 3.11)

### Acetilurs de zinc
La formació de l'acetilur de zinc es produeix mitjançant la intermediació d'un zinc dialquinil (intercanvi de grups funcionals). S'han desenvolupat processos catalítics com el procés d'efedrina de Merck. Els alcohols propargílics es poden sintetitzar a partir d'acetilurs de zinc. Aquests intermedis versàtils es poden utilitzar per a una àmplia gamma de transformacions químiques, com ara reaccions d'acoblament creuat, hidrogenació i reaccions pericícliques.

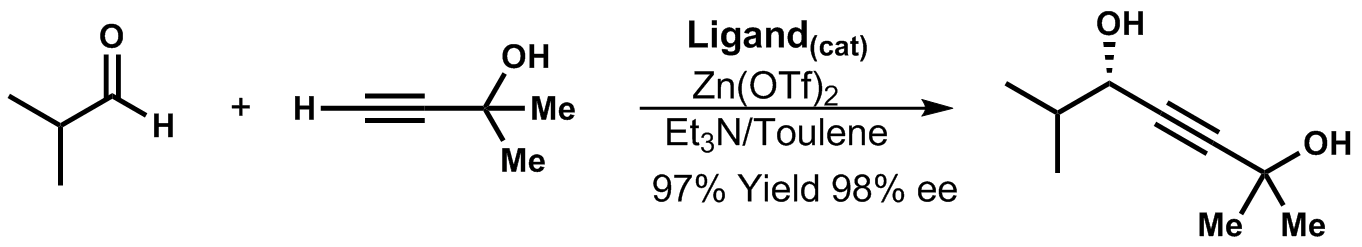
Síntesi d'alcohols propargílics de zinc (Equació 3.12)

En absència de lligands, la reacció és lenta i ineficient. En presència de lligands quirals, la reacció és ràpida i dóna alta conversió. Ryoji Noyori va determinar que l'espècie activa és un complex monozinc-lligand.

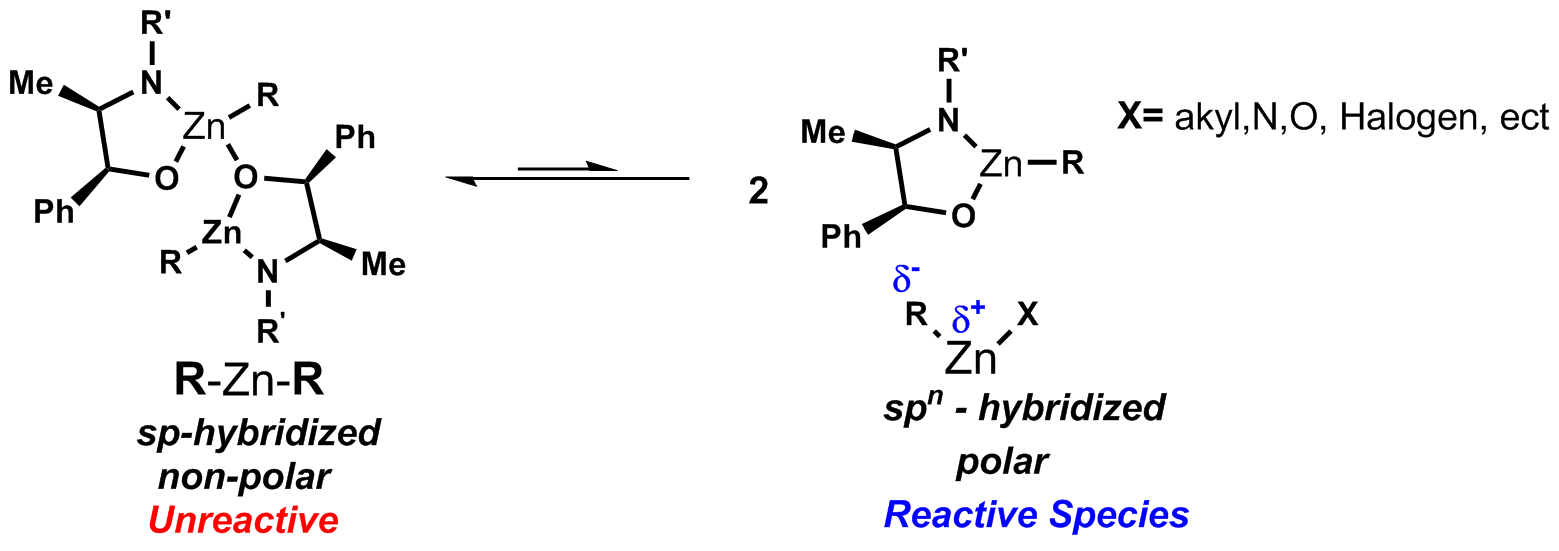
El monozinc és l'espècie més reactiva (Equació 3.13)

La diastereoselectivitat per a l'addició de reactius organozinc als aldehids es pot predir mitjançant el següent model de Noyori i David A. Evans:

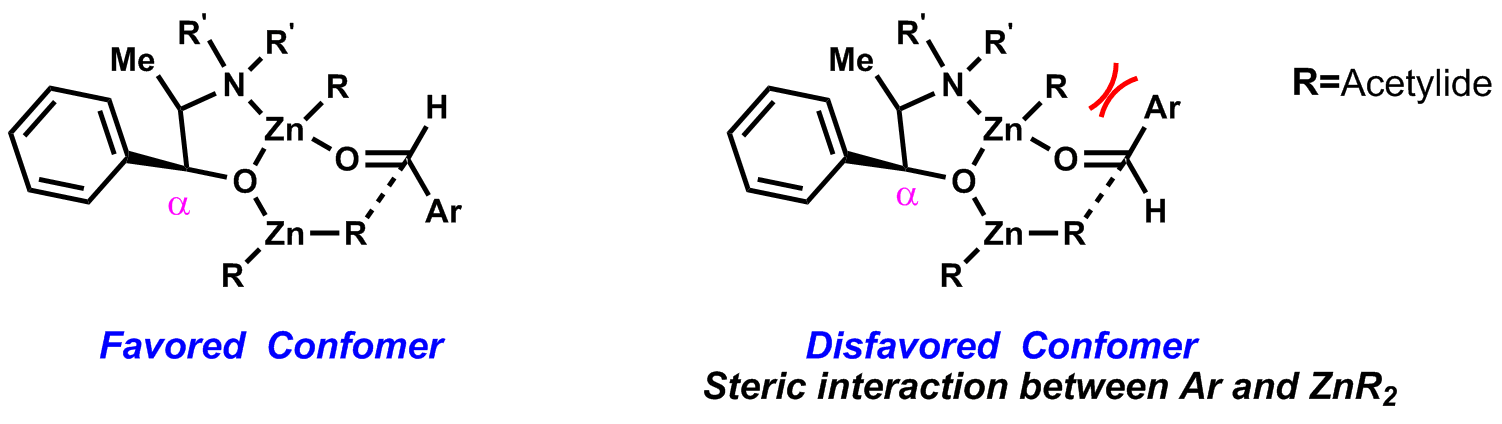
Conformador preferit per a l'addició d'aldehids d'organozinc (Equació 3.14)

- L'α-estereocentre del lligand dicta l'estereoquímica observada dels alcohols propàrgílics
- Els efectes estèrics entre el substituent aldehid i el lligand són menys importants, però encara dicten la conformació afavorida.

Els acetílids de zinc s'utilitzen en l'inhibidor de la transcriptasa inversa del VIH-1 Efavirenz, així com en els derivats de l'efedrina de Merck.

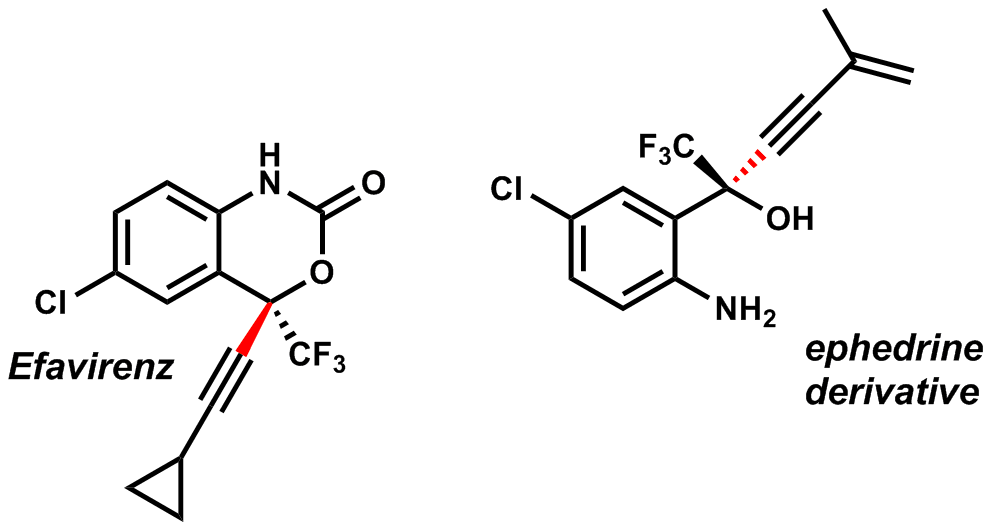
Effavirenz i derivat de l'efedrina de Merck sintetitzats mitjançant acetílid de zinc (Equació 3.15)

## Organozincats
El primer complex -at d'organozinc (organozincat) va ser informat l'any 1858 per James Alfred Wanklyn, un assistent de Frankland i es refereix a la reacció del sodi elemental amb el dietilzinc:
2 Na + 3 ZnEt2 → 2 NaZnEt3 + Zn (Equació 4.1)
Els compostos d'organozinc que són fortament àcids de Lewis són vulnerables a l'atac nucleòfil de metalls alcalins, com el sodi i, per tant, formen aquests «compostos -at». Es reconeixen dos tipus d'organozincats: els tetraorganozincats ([R4Zn]M2), que són dianiònics, i els triorganozincats ([R3Zn]M), que són monoaniònics. Les seves estructures, que estan determinades pels lligands, s'han caracteritzat àmpliament.

### Síntesi
Els tetraorganozincats com el [Me4Zn]Li2 es poden formar barrejant Me2Zn i MeLi en una proporció molar 1:2 dels rectants. A continuació es mostra un altre exemple de ruta sintètica per formar organozincats espriocíclics:

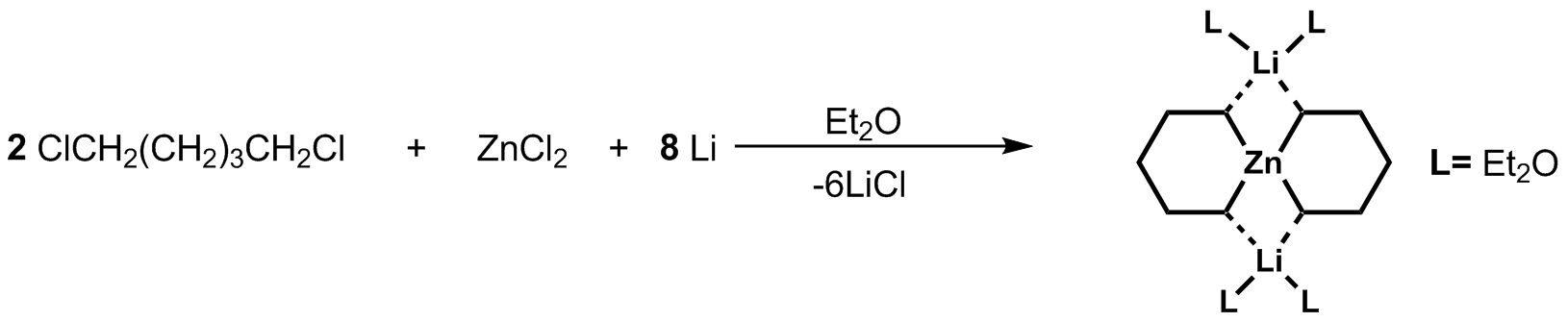
Síntesi de tetraorganozincat espirocíclic (Equació 4.2)

Els compostos de triorganozincats es formen tractant un diorganozinc com (Me3SiCH2)2Zn amb un metall alcalí (K) o un metall alcalinoterri (Ba, Sr o Ca). Un exemple és [(Me3SiCH2)3Zn]K.
El trietilzincat es degrada a hidroetilzincat (II) de sodi com a resultat de l'eliminació del beta-hidrur:
2 NaZnEt3 → Na2Zn2H2Et4 + 2 C2H4 (Equació 4.3)
El producte és una estructura biteraèdrica de vores compartides, amb lligands de pont d'hidrur.

### Reaccions
Tot i que s'estudien amb menys freqüència, els organozincats sovint tenen una reactivitat i selectivitat augmentades en comparació amb els compostos neutres de diorganozinc. Han estat útils en alquilacions estereoselectives de cetones i carbonils relacionats, reaccions d'obertura d'anell. Els ariltrimetilzincats participen en reaccions de formació de C-C mediades pel vanadi.

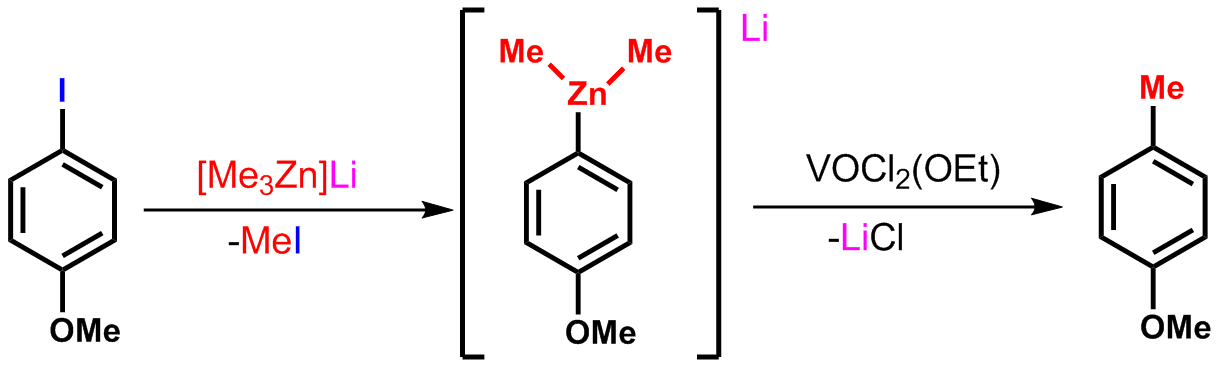
Una reacció organozincada útil (Equació 4.4)

## Compostos d'organozinc(I)
També es coneixen compostos d'organozinc de baixa valència que tenen un enllaç Zn-Zn. El primer compost d'aquest tipus, el decametildizincocè, es va informar l'any 2004.